# Représentation de Heisenberg
En mécanique quantique, la représentation de Heisenberg est une des trois formulations et modes de traitement des problèmes dépendant du temps dans le cadre de la mécanique quantique classique. Dans cette représentation, les opérateurs du système évoluent avec le temps alors que le vecteur d'état quantique ne dépend pas du temps.
Remarque : La représentation de Heisenberg ne doit pas être confondue avec la « mécanique des matrices », quelquefois appelée « mécanique quantique de Heisenberg ».

## Généralités
Donnons nous un espace de Hilbert {\displaystyle {\mathcal {H}}}, un état quantique normé {\displaystyle |\psi \rangle \in {\mathcal {H}}}, une observable quantique {\displaystyle {\hat {A}}\in \mathrm {End} ({\mathcal {H}})} ainsi qu'un opérateur hamiltonien {\displaystyle {\hat {H}}\in \mathrm {End} ({\mathcal {H}})}.
À l'opérateur {\displaystyle {\hat {A}}} correspond une base de vecteurs propres orthonormés {\displaystyle |a_{i}\rangle } de valeurs propres {\displaystyle a_{i}} :
{\displaystyle {\hat {A}}|a_{i}\rangle =a_{i}|a_{i}\rangle }
{\displaystyle \langle a_{i}|a_{j}\rangle =\delta _{ij}}
Dans cette base, le vecteur d'état quantique {\displaystyle |\psi \rangle } et l'opérateur quantique {\displaystyle {\hat {A}}} se décomposent comme :
{\displaystyle |\psi \rangle =\sum _{i}\psi (a_{i})|a_{i}\rangle }
{\displaystyle {\hat {A}}=\sum _{i}a_{i}|a_{i}\rangle \langle a_{i}|}
où {\displaystyle \psi (a_{i}):=\langle a_{i}|\psi \rangle }.
La probabilité qu'un état propre {\displaystyle \left|a_{i}\right\rangle } soit le résultat de la mesure par {\displaystyle {\hat {A}}} d'un état quantique {\displaystyle |\psi \rangle } est {\displaystyle P(a_{i})=|\psi (a_{i})|^{2}}.

## Représentation de Heisenberg et représentation de Schrödinger
Supposons maintenant que le système évolue dans le temps.
Plus précisément, supposons que les {\displaystyle \psi (a_{i})} évoluent dans le temps.
L'équation {\displaystyle \psi (a_{i})=\langle a_{i}|\psi \rangle } indique qu'il y a deux manières équivalentes de décrire l'évolution temporelle du système quantique.
Soit on fait évoluer {\displaystyle \langle a_{i}|} soit on fait évoluer {\displaystyle |\psi \rangle }.
C'est-à-dire, soit on fait évoluer l'observable {\displaystyle {\hat {A}}} (et donc sa base de vecteurs propres) soit on fait évoluer le vecteur d'état {\displaystyle |\psi \rangle }.
Ces deux manières équivalentes de décrire l'évolution temporelle sont respectivement la représentation de Heisenberg et la représentation de Schrödinger.
Dans la représentation de Heisenberg :
- L'état {\displaystyle |\psi \rangle } est constant dans le temps
- L'observable {\displaystyle {\hat {A}}} évolue dans le temps selon l'équation de Heisenberg :

{\displaystyle {\frac {d{\hat {A}}}{dt}}={\frac {i}{\hbar }}\left[{\hat {H}},{\hat {A}}\right]+{\frac {\partial {\hat {A}}}{\partial t}}}
Dans la représentation de Schrödinger :
- L'état {\displaystyle |\psi \rangle } évolue dans le temps selon l'équation de Schrödinger :

{\displaystyle i\hbar {\frac {d}{dt}}\vert \psi (t)\rangle ={\hat {H}}\vert \psi (t)\rangle }
- L'observable {\displaystyle {\hat {A}}} peut dépendre explicitement du temps (e.g. un champ magnétique externe dépendant du temps) mais une telle éventuelle dépendance au temps n'a rien à voir avec l'évolution temporelle dictée par l'hamiltonien.

## Lien avec la représentation de Schrödinger
Dénotons respectivement par {\displaystyle \cdot _{H}} et {\displaystyle \cdot _{S}} les représentations de Heisenberg et de Schrödinger.
L'évolution temporelle du vecteur d'état quantique
{\displaystyle |\psi (t)\rangle _{S}}
dans la représentation de Schrödinger est décrite par l'équation de Schrödinger :
{\displaystyle i\hbar {\frac {d}{dt}}\vert \psi (t)\rangle _{S}={\hat {H}}_{S}(t)\vert \psi (t)\rangle _{S}}
Ici, {\displaystyle {\hat {H}}_{S}(t)} dénote l'opérateur hamiltonien possiblement non-autonome (i.e. admettant une possible dépendance explicite en temps) dans la représentation de Schrödinger.
De manière équivalente, cette évolution temporelle peut s'écrire comme :
{\displaystyle |\psi (t)\rangle _{S}=U(t,t_{0})|\psi (t_{0})\rangle _{S}}
où {\displaystyle U(t,t_{0})} est l'opérateur d'évolution temporelle unitaire correspondant à l'hamiltonien {\displaystyle {\hat {H}}_{S}(t)}.
C'est-à-dire :
{\displaystyle {\hat {H}}_{S}(t)=i\hbar {\frac {dU(t,t_{0})}{dt}}\circ U(t,t_{0})^{-1}}
Supposons qu'au temps {\displaystyle t_{0}} le vecteur d'état des deux représentations concorde :
{\displaystyle |\psi \rangle _{H}=|\psi (t_{0})\rangle _{S}}
L'espérance quantique au temps {\displaystyle t} d'une observable quantique {\displaystyle {\hat {A}}} ne dépend pas de la représentation mathématique choisie.
Ce faisant :
{\displaystyle \langle {\hat {A}}\rangle (t)=\langle \psi |_{H}{\hat {A}}_{H}(t)|\psi \rangle _{H}=\langle \psi (t)|_{S}{\hat {A}}_{S}(t)|\psi (t)\rangle _{S}} 

On en déduit que la relation entre l'observable {\displaystyle {\hat {A}}_{H}(t)} et l'observable {\displaystyle {\hat {A}}_{S}(t)} est :
{\displaystyle {\begin{aligned}{\hat {A}}_{H}(t)&=U(t,t_{0})^{\dagger }{\hat {A}}_{S}(t)U(t,t_{0})\\&=U(t,t_{0})^{-1}{\hat {A}}_{S}(t)U(t,t_{0})\end{aligned}}}
Ensuite, un calcul direct montre que :
{\displaystyle {\frac {d{\hat {A}}_{H}(t)}{dt}}={\frac {i}{\hbar }}\left[{\hat {H}}_{H}(t),{\hat {A}}_{H}(t)\right]+\left({\frac {\partial {\hat {A}}_{S}(t)}{\partial t}}\right)_{H}}
Remarque :
Une autre manière équivalente utile d'écrire l'équation de Heisenberg est :
{\displaystyle {\frac {d{\hat {A}}_{H}(t)}{dt}}=\left({\frac {i}{\hbar }}\left[{\hat {H}}_{S}(t),{\hat {A}}_{S}(t)\right]+{\frac {\partial {\hat {A}}_{S}(t)}{\partial t}}\right)_{H}}
Cette égalité découle du fait que {\displaystyle [{\hat {H}}_{S}(t),{\hat {A}}_{S}(t)]_{H}=[{\hat {H}}_{H}(t),{\hat {A}}_{H}(t)]}, i.e. les relations de commutations sont les mêmes dans la représentation de Heisenberg et celle de Schrödinger.

Cas particulier :
Lorsque {\displaystyle {\hat {H}}_{S}(t)} est indépendant du temps, on peut écrire plus simplement {\displaystyle {\hat {H}}_{S}(t)={\hat {H}}_{S}}.
Dans ce cas, l'opérateur d'évolution unitaire temporel est simplement :
{\displaystyle U(t,t_{0})=e^{-i(t-t_{0}){\hat {H}}_{S}/\hbar }}
Dans ce cas, {\displaystyle U(t,t_{0})} commute avec {\displaystyle {\hat {H}}_{S}} et donc {\displaystyle {\hat {H}}_{S}={\hat {H}}_{H}}.
On écrit alors plus simplement {\displaystyle {\hat {H}}_{S}={\hat {H}}_{H}={\hat {H}}}.
Ce faisant :
{\displaystyle U(t,t_{0})=e^{-i(t-t_{0}){\hat {H}}/\hbar }}
Ainsi, on écrit plus simplement l'équation de Heisenberg comme :
{\displaystyle {\frac {d{\hat {A}}_{H}(t)}{dt}}={\frac {i}{\hbar }}\left[{\hat {H}},{\hat {A}}_{H}(t)\right]+\left({\frac {\partial {\hat {A}}_{S}(t)}{\partial t}}\right)_{H}}

## Analogie avec la mécanique classique
L'équation d'Heisenberg décrivant l'évolution temporelle d'une observable quantique est :
{\displaystyle {\frac {d{\hat {A}}}{dt}}={\frac {i}{\hbar }}\left[{\hat {H}},{\hat {A}}\right]+{\frac {\partial {\hat {A}}}{\partial t}}}
L'équation d'Hamilton décrivant l'évolution temporelle d'une observable classique {\displaystyle f} en mécanique classique est donné, dans la convention de signe du crochet de Poisson de Landau et Lifschitz , par :
{\displaystyle {\frac {df}{dt}}=\{H,f\}+{\frac {\partial f}{\partial t}}}
En comparant ces deux équations, on obtient une correspondance entre le commutateur quantique d'observables quantiques {\displaystyle {\hat {f}}_{1},{\hat {f}}_{2}} et le crochet de Poisson d'observables classiques {\displaystyle f_{1},f_{2}} :
{\displaystyle {\frac {i}{\hbar }}\left[{\hat {f}}_{1},{\hat {f}}_{2}\right]={\widehat {\{f_{1},f_{2}\}}}}
Cette relation, due à Dirac en 1925, joue un rôle primordial dans les méthodes de quantifications, par exemple en quantification géométrique initié par Jean-Marie Souriau ou encore en quantification par déformation de Maxime Kontsevitch. Remarquons au passage que dans le papier original de Dirac en 1925 il utilisait une convention de signe opposée à celle de Landau et Lifschitz pour le crochet de Poisson de sorte qu'il avait plutôt ceci:
{\displaystyle {\frac {1}{i\hbar }}\left[{\hat {f}}_{1},{\hat {f}}_{2}\right]={\widehat {\{f_{1},f_{2}\}}}}

## Exemples
Exemple 1 : (mécanique newtonnienne)
Dans la représentation de Schrödinger, considérons l'opérateur impulsion {\displaystyle {\hat {p}}_{S}} et l'opérateur position {\displaystyle {\hat {q}}_{S}}.
Ces deux opérateurs ne dépendent pas explicitement du temps, i.e. {\displaystyle \partial {\hat {p}}_{S}/\partial t=0} et {\displaystyle \partial {\hat {q}}_{S}/\partial t=0}.
En se donnant un opérateur hamiltonien {\displaystyle {\hat {H}}_{S}(t)}, on obtient un opérateur d'évolution temporelle {\displaystyle U(t,t_{0})}.
Les opérateurs impulsion et position sont donnés au temps {\displaystyle t} dans la représentation d'Heisenberg comme :
{\displaystyle {\hat {p}}_{H}(t)=U(t,t_{0})^{-1}{\hat {p}}_{S}U(t,t_{0})}
{\displaystyle {\hat {q}}_{H}(t)=U(t,t_{0})^{-1}{\hat {q}}_{S}U(t,t_{0})}
L'évolution temporelle de {\displaystyle {\hat {p}}_{H}(t)} et de {\displaystyle {\hat {q}}_{H}(t)} est donc décrite par l'équation de Heisenberg :
{\displaystyle {\frac {d}{dt}}{\hat {p}}_{H}(t)={\frac {i}{\hbar }}\left[{\hat {H}}_{H}(t),{\hat {p}}_{H}(t)\right]}
{\displaystyle {\frac {d}{dt}}{\hat {q}}_{H}(t)={\frac {i}{\hbar }}\left[{\hat {H}}_{H}(t),{\hat {q}}_{H}(t)\right]}
Ces deux équations sont l'analogue quantique des équations d'Hamilton en mécanique classique :
{\displaystyle {\frac {d}{dt}}p=\{H,p\}=-{\frac {\partial H}{\partial q}}}
{\displaystyle {\frac {d}{dt}}q=\{H,q\}={\frac {\partial H}{\partial p}}}
On peut pousser l'analogie encore plus loin avec la mécanique classique en définissant respectivement un opérateur de force ainsi qu'un opérateur de vitesse :
{\displaystyle {\hat {F}}_{H}(t):={\frac {d}{dt}}{\hat {p}}_{H}(t)={\frac {i}{\hbar }}\left[{\hat {H}}_{H}(t),{\hat {p}}_{H}(t)\right]}
{\displaystyle {\hat {v}}_{H}(t):={\frac {d}{dt}}{\hat {q}}_{H}(t)={\frac {i}{\hbar }}\left[{\hat {H}}_{H}(t),{\hat {q}}_{H}(t)\right]}
Considérons {\displaystyle {\hat {q}}_{S}=q} et {\displaystyle {\hat {p}}_{S}=-i\hbar {\frac {\partial }{\partial q}}} et l'opérateur hamiltonien usuel suivant :
{\displaystyle {\hat {H}}_{S}(t)={\hat {p}}_{S}^{2}/2m+V({\hat {q}}_{S},t)=-(\hbar ^{2}/2m)\Delta +V(q,t)}
Les relations de commutations sont :
{\displaystyle [{\hat {q}}_{S},{\hat {p}}_{S}]=i\hbar }
{\displaystyle [{\hat {H}}_{S},{\hat {q}}_{S}]=-i\hbar {\hat {p}}_{S}/m}
{\displaystyle [{\hat {H}}_{S},{\hat {p}}_{S}]=i\hbar {\frac {\partial V}{\partial q}}({\hat {q}}_{S},t)}
on obtient l'analogue quantique de la mécanique newtonnienne classique :
{\displaystyle {\hat {F}}_{H}(t)=-{\frac {\partial V}{\partial q}}({\hat {q}}_{H}(t),t)}
{\displaystyle {\hat {v}}_{H}(t)={\hat {p}}_{H}(t)/m}

Exemple 2 : (oscillateur harmonique)
Considérons l'hamiltonien décrivant un oscillateur harmonique quantique dans la représentation de Schrödinger :
{\displaystyle {\hat {H}}_{S}={\hat {p}}_{S}^{2}/2m+(m\omega ^{2}/2){\hat {q}}_{S}^{2}}
Ici, il est question d'un cas particulier de l'exemple 1 où {\displaystyle V(q)=(m\omega ^{2}/2)q^{2}}.
Il suit que :
{\displaystyle {\frac {d}{dt}}{\hat {p}}_{H}(t)={\hat {F}}_{H}(t)=-{\frac {\partial V}{\partial q}}({\hat {q}}_{H}(t),t)=-m\omega ^{2}{\hat {q}}_{H}(t)}
{\displaystyle {\frac {d}{dt}}{\hat {q}}_{H}(t)={\hat {v}}_{H}(t)={\hat {p}}_{H}(t)/m}
Pour alléger la notation, écrivons plus simplement {\displaystyle p(t)={\hat {p}}_{H}(t)} et {\displaystyle q(t)={\hat {q}}_{H}(t)} de sorte qu'on se retrouve avec un oscillateur harmonique classique :
{\displaystyle {\dot {p}}(t)=-m\omega ^{2}q(t)}
{\displaystyle {\dot {q}}(t)=p(t)/m}
La solution de cette équation différentielle ordinaire est donnée par :
{\displaystyle {\begin{bmatrix}p(t)/m\omega \\q(t)\\\end{bmatrix}}={\begin{bmatrix}\cos(\omega (t-t_{0}))&-\sin(\omega (t-t_{0}))\\\sin(\omega (t-t_{0}))&\cos(\omega (t-t_{0}))\\\end{bmatrix}}{\begin{bmatrix}p(t_{0})/m\omega \\q(t_{0})\\\end{bmatrix}}}
C'est ainsi que les opérateurs {\displaystyle p(t)} et {\displaystyle q(t)} tournent de manière déterministe sous l'influence de {\displaystyle {\hat {H}}} en l'espace des endomorphismes {\displaystyle \mathrm {End} ({\mathcal {H}})}.
Si le système quantique est dans un état {\displaystyle |\psi \rangle \in {\mathcal {H}}} donné, alors les espérances quantiques {\displaystyle \langle p(t)\rangle _{\psi }={\frac {\langle \psi |p(t)|\psi \rangle }{\langle \psi |\psi \rangle }}} et {\displaystyle \langle q(t)\rangle _{\psi }={\frac {\langle \psi |q(t)|\psi \rangle }{\langle \psi |\psi \rangle }}} tournent aussi dans le temps :
{\displaystyle {\begin{bmatrix}\langle p(t)\rangle _{\psi }/m\omega \\\langle q(t)\rangle _{\psi }\\\end{bmatrix}}={\begin{bmatrix}\cos(\omega (t-t_{0}))&-\sin(\omega (t-t_{0}))\\\sin(\omega (t-t_{0}))&\cos(\omega (t-t_{0}))\\\end{bmatrix}}{\begin{bmatrix}\langle p(t_{0})\rangle _{\psi }/m\omega \\\langle q(t_{0})\rangle _{\psi }\\\end{bmatrix}}}
Exemple 3 : (zitterbewegung)
En considérant l'opérateur hamiltonien de l'équation de Dirac :
{\displaystyle {\hat {H}}=mc^{2}\alpha _{0}+c\sum _{j=1}^{3}\alpha _{j}{\hat {p}}_{j}}
on trouve le fameux zitterbewegung découvert par Schrödinger en 1930.
Les relations de commutations sont :
{\displaystyle [{\hat {q}}_{j},{\hat {p}}_{k}]=i\hbar \delta _{jk}}
{\displaystyle [{\hat {H}},{\hat {p}}_{j}]=0}
{\displaystyle [{\hat {H}},{\hat {q}}_{j}]=-i\hbar c\alpha _{j}}
En utilisant l'équation de Heisenberg, les opérateurs impulsion {\displaystyle p_{j}(t):=({\hat {p}}_{j})_{H}}, position {\displaystyle q_{j}(t):=({\hat {q}}_{j})_{H}} et l'hamiltonien {\displaystyle H(t)={\hat {H}}_{H}(t)} dans la représentation de Heisenberg évoluent comme :
{\displaystyle {\frac {d}{dt}}p_{j}(t)={\frac {i}{\hbar }}[{\hat {H}},{\hat {p}}_{j}]_{H}=0}
{\displaystyle {\frac {d}{dt}}q_{j}(t)={\frac {i}{\hbar }}[{\hat {H}},{\hat {q}}_{j}]_{H}=(c\alpha _{j})_{H}=c\alpha _{j}(t)}
{\displaystyle {\frac {d}{dt}}H(t)=0}
où :
{\displaystyle \alpha _{j}(t):=(\alpha _{j})_{H}=U(t,t_{0})^{-1}\alpha _{j}U(t,t_{0})=e^{i(t-t_{0}){\hat {H}}/\hbar }\alpha _{j}e^{-i(t-t_{0}){\hat {H}}/\hbar }}
{\displaystyle \alpha _{j}(t)=\alpha _{j}}
La dérivée temporelle de {\displaystyle \alpha _{j}(t)} est donnée par l'équation de Heisenberg :
{\displaystyle {\frac {d}{dt}}\alpha _{j}(t)={\frac {i}{\hbar }}[{\hat {H}},\alpha _{j}]_{H}={\frac {2i}{\hbar }}(cp_{j}(t)-\alpha _{j}(t)H(t))}
Puisque {\displaystyle p_{j}=p_{j}(t)} et {\displaystyle H=H(t)} sont constants, on a :
{\displaystyle {\frac {d}{dt}}\alpha _{j}(t)={\frac {2i}{\hbar }}(cp_{j}-\alpha _{j}(t)H)}
En intégrant {\displaystyle \alpha _{j}(t)} on trouve :
{\displaystyle \alpha _{j}(t)=cp_{j}H^{-1}+\left(\alpha _{j}-cp_{j}H^{-1}\right)e^{-2i(t-t_{0})H/\hbar }}
où {\displaystyle \alpha _{j}=\alpha _{j}(t_{0})}.
L'opérateur vitesse devient donc :
{\displaystyle v_{j}(t)={\frac {d}{dt}}q_{j}(t)=c\alpha _{j}(t)=c^{2}p_{j}H^{-1}+c\left(\alpha _{j}-cp_{j}H^{-1}\right)e^{-2i(t-t_{0})H/\hbar }}
En intégrant {\displaystyle v_{j}(t)} on trouve :
{\displaystyle q_{j}(t)=q_{j}(t_{0})+(t-t_{0})c^{2}p_{j}H^{-1}+{\frac {i\hbar c}{2}}\left(\alpha _{j}-cp_{j}H^{-1}\right)H^{-1}\left(e^{-2i(t-t_{0})H/\hbar }-1\right)}

## Comparaison des représentations
Pour un hamiltonien {\displaystyle {\hat {H}}} qui ne dépend pas explicitement du temps, on a :
|                                                                                      |                                                         | | |
|                                                                                      | Heisenberg                                              | Interaction | Schrödinger |
| Ket                                                                                  | constant                                                | {\displaystyle \|\Psi (t)\rangle _{I}=U_{0}^{-1}\|\Psi (t)\rangle _{S}}                                                                               | {\displaystyle \|\Psi (t)\rangle _{S}=U\|\Psi (t_{0})\rangle _{S}}                                                                                    |
| Observable                                                                           | {\displaystyle A_{H}(t)=U^{-1}A_{S}U}                   | {\displaystyle A_{I}(t)=U_{0}^{-1}A_{S}U_{0}} | constant |
| Opérateur d'évolution                                                                | {\displaystyle {\hat {H}}={\hat {H}}_{0}+{\hat {V}}(t)} | {\displaystyle U(t,t_{0})=e^{-{\frac {i}{\hbar }}{\hat {H}}(t-t_{0})}} {\displaystyle U_{0}(t,t_{0})=e^{-{\frac {i}{\hbar }}{\hat {H}}_{0}(t-t_{0})}} | {\displaystyle U(t,t_{0})=e^{-{\frac {i}{\hbar }}{\hat {H}}(t-t_{0})}} {\displaystyle U_{0}(t,t_{0})=e^{-{\frac {i}{\hbar }}{\hat {H}}_{0}(t-t_{0})}} |
| Mécanique quantique : - Théorème d'Ehrenfest - Équation de Schrödinger - Propagateur |                                                         | | |